# Banda C

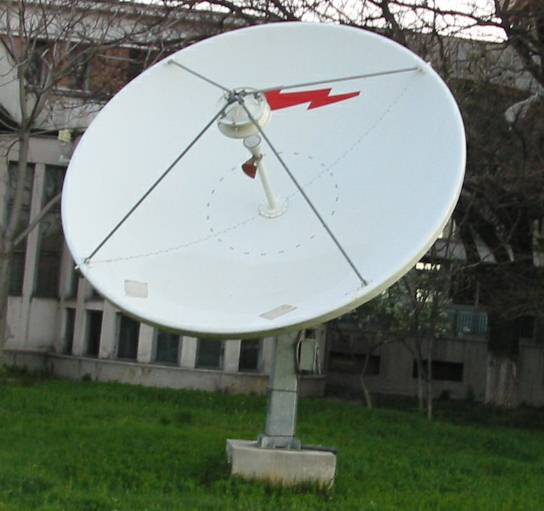
Antena para Banda C.

La Banda C es un rango del espectro electromagnético de las microondas que comprende frecuencias de entre 4 y 8 GHz. Fue el primer rango de frecuencia utilizado en operación transmisiones satelitales. Normalmente se usa polarización horizontal y vertical, para duplicar el número Canal de servicios sobre la misma frecuencia, aunque en algunos casos se utiliza la polarización circular. 
Ya que el diámetro de una antena debe ser proporcional a la longitud de onda de la onda que recibe, la Banda C exige antenas mayores que las de la Banda Ku. Aunque esto no es un problema mayor para instalaciones permanentes, los platos de Banda C imponen limitaciones para camiones SNG, DSNG (Satellite News Gathering, Digital Satellite News Gathering, -o Contribución de Noticias por Satélite- camiones diseñados y equipados para enviar una señal a un satélite). Comparado con la Banda Ku, la Banda C es más confiable bajo condiciones adversas, principalmente lluvia fuerte y granizo. Al mismo tiempo, las frecuencias de Banda C están más congestionadas y son más vulnerables hacia interferencia terrestre.

## Aceleradores de partículas
Los aceleradores de partículas pueden ser alimentados por fuentes RF de banda C. Las frecuencias se normalizan a 5,996 GHz (Europa) o 5,712 GHz (EE. UU.), que es el segundo armónico de la banda S.